# Solitón

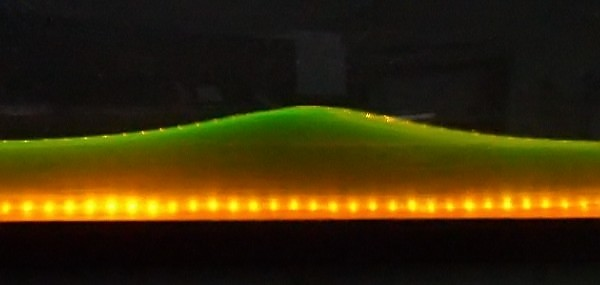
Onda solitaria en un canal de onda de laboratorio

Una envolvente de solitones en ondas de agua. La línea azul son las ondas portadoras, mientras que la línea roja es la envolvente de los solitones.

Un solitón es una onda solitaria que se propaga sin deformarse en un medio no lineal. Se encuentra en fenómenos físicos como solución a ecuaciones diferenciales no lineales. 

## Historia y aplicaciones
El fenómeno asociado fue descrito por primera vez por el escocés John Scott Russell (1808-1882), quien lo observó inicialmente en la propagación de una onda a lo largo de un canal de agua en 1834. Siguió durante varios kilómetros una onda que no parecía debilitarse remontando la corriente. Así sobre el agua, es sinónimo de barra. Aparece en diversos ríos en circunstancias particulares. Es famoso en el Amazonas por sus dimensiones y duración.
El uso de solitones fue propuesto en 1973 por Akira Hasegawa, de los laboratorios Bell de la empresa AT&T, para mejorar el rendimiento de las transmisiones en las redes ópticas de telecomunicaciones. En 1988 Linn Mollenauer y su equipo transmitieron solitones a más de 4.000 km usando el efecto Raman (nombre de un científico indio que describió una forma de amplificar las señales en una fibra óptica).[cita requerida] En 1991, también en los laboratorios Bell, un equipo transmitió solitones a más de 14 000 km utilizando amplificadores de Erbio.
En 1998 Thierry Georges y su equipo del centro de investigación y desarrollo de France Télécom combinaron solitones de longitudes de onda diferentes para realizar una transmisión a razón superior a 1 terabit por segundo (1 000 000 000 000 bit/s). [cita requerida]
En 2001 los solitones encontraron una aplicación práctica con el primer equipo de telecomunicaciones, que los utilizaba para transporte de tráfico real de señales sobre una red comercial.[cita requerida]

## Acetileno

Una cadena infinita de poliacetileno, a una temperatura dada, contendrá un cierto número de solitones.

Es posible ilustrar el fenómeno del solitón mediante el caso de la cadena del polímero poliacetileno. En su estado fundamental, una cadena de poliacetileno estará en una alternancia de enlaces dobles y simples, como se muestra en la figura. Sin embargo, la sucesión de dos enlaces simples, dejando un electrón desparejado en el carbono de la izquierda, tiene un coste energético muy bajo, de forma que, excepto a temperaturas muy bajas, siempre habrá una población apreciable de estas excitaciones. Mediante una reorganización electrónica y nuclear, es sencillo trasladar estas excitaciones a lo largo de la cadena. Sin embargo, por motivos fundamentales, durante su propagación estas excitaciones no pueden experimentar deformación ni mitigación, aunque sí se cancelan si al chocar dos de ellos es posible disipar la energía a otros subsistemas. En otras palabras, estas excitaciones son solitones.